# Дергаево (Павлово-Посадский городской округ)
Дергаево — деревня в Московской области России. Входит в Павлово-Посадский городской округ. Население — 26 чел. (2010).

## Расположение
Деревня Дергаево расположена среди лесов примерно в 14 км к югу от центра города Павловский Посад. Ближайшие населённые пункты — деревни Аверкиево, Шебаново и Крупино.

## История
Деревня Дергаево ранее входила в состав волости Загарье. Упоминается в переписной книге 1646 года: «деревня Внуково, Дергаево тож — 3 двора и келья нищей вдовы Маремьяницы». По данным 1795 года, в деревне насчитывалось 33 двора, проживало 107 мужчин и 99 женщин.
В 1869 году в деревне было 55 дворов и 60 деревянных домов. В деревне проживало 343 человека (168 мужчин и 175 женщин). Действовало одно медное заведение. К 1890 году в деревне было уже 20 заведений, где изготавливали металлические изделия, там работало 111 человек. Была также мастерская по пошиву картузов.
С 2004 до 2017 гг. деревня входила в Улитинское сельское поселение Павлово-Посадского муниципального района.

## Население
| 1926 | 2002 | 2006 | 2010 |
| ---- | ---- | ---- | ---- |
| 423  | ↘35  | ↘25  | ↗26  |

Согласно Всероссийской переписи, в 2002 году в деревне проживало 35 человек (15 мужчин и 20 женщин). По данным на 2005 год в деревне проживало 25 человек.

## Русская православная церковь
В деревне находится небольшая кирпичная часовня, сохранившаяся с дореволюционных времён.